# Deutsche Tourenwagen Masters
Deutsche Tourenwagen Masters (До́йче Туренва́ген Ма́стерс, DTM) — чемпионат Германии среди легковых автомобилей (силуэт-прототипов). Проводится с 2000 года, возрождён на базе Deutsche Tourenwagen Meisterschaft («старого DTM») (1984—1996), ввиду чего также может называться «новым DTM».

## Политика
Гоночная серия DTM была организована автомобильными производителями (Opel и Mercedes-Benz), которые учли негативный опыт DTM-ITC и FIA GT конца 1990-х и постарались сделать машины быстрыми, чемпионат интересным, но при этом предотвратить возможную «гонку бюджетов». Это делается по трём направлениям.
Во-первых, ограничено количество «расходных материалов»:
- моторы и шасси (за исключением мелких деталей) должны служить весь сезон, запасные машины отсутствуют
- ограничено количество комплектов резины

Во-вторых, регламентировано количество тренировок и тестов вне гонок. Официальные тесты организуются непосредственно руководством серии и проводятся вместе для всех команд. Всего же на это выделяется не более 20 дней в год.
В-третьих, сильно ограничены возможности «соревнования» между конструкторами команд:
- разрешается проводить кардинальные перемены (выпускать новую модель) не чаще чем раз в 3 года.
- машины служат весь сезон, это значит, что они должны быть разработаны раз и навсегда.
- аэродинамический обвес машин также не меняется весь сезон
- многие агрегаты стандартизированы

Эта политика уравнивает шансы гонщиков и исключает из соревнования фактор поломок и надёжности, который, например, играет существенную роль в Формуле-1, а также нивелирует разницу в бюджетах команд. Принципиальные узлы либо стандартизированы, либо их запрещено изменять в сезоне, оставшиеся не играют большой роли, и вложение больших денег в их разработку и совершенствование не даёт преимущества в гонках.
Впрочем, автомобили DTM всё равно отнюдь не дёшевы и стоимость новых машин доходит до миллиона долларов. Это вынуждает частные команды покупать у заводских машины прошлых годов выпуска, которые для уравнивания их с новыми имеет преимущество по весу, но небольшое. Для участвующих в серии концернов Mercedes и Audi участие обходится в цифру порядка 40 миллионов долларов на каждую марку.
Кроме того, серия проводится теперь ITR, а не FIA, имеет отличное телевизионное освещение и посещаемость этапов. В то же время, несмотря на то, что большая часть этапов проводится в самой Германии, в календаре присутствует и немало выездных этапов, что привело к тому, что DMSB больше не мог придать соревнованию статус чемпионата и название было изменено на Deutsche Tourenwagen Masters.
В итоге, DTM — самый популярный кузовной чемпионат в Европе, собирающий в Германии до 150 тысяч зрителей на трибунах в день гонки, кроме того один из самых «быстрых» с технической точки зрения. Аналогичные машины DTM присутствуют в чемпионатах Super GT, V8 Supercars и International Czech Touring Cars Championship. Гоночный уик-энд DTM также включает в себя гонки Кубка Volkswagen Polo, Суперкубка SEAT León, Кубка Porsche Carrera и Евросерии Формулы-3. 
В России чемпионат DTM и гонки поддержки с 2002 г. по 6 сентября 2009 г. транслировал канал 7ТВ (2004—2009 гг. — в прямом эфире), с 2010 года серию показывает канал «Авто Плюс», «Авто24» и «Моторспорт ТВ». Комментатором трансляций как правило выступает Сергей Беднарук, один из ведущих специалистов по DTM в России. Он же комментировал для зрителей на трибунах автодрома Moscow Raceway российские этапы DTM, проходившие в 2013—2015 гг.

## Гонщики DTM

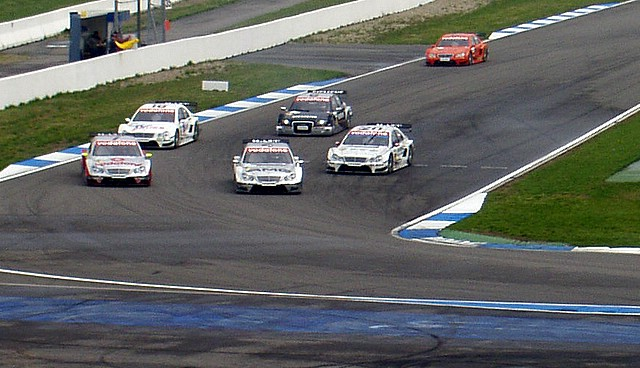
Финальная гонка ДТМ 2004 в Хоккенхайме

В DTM участвуют гонщики разных сфер автоспорта, а также представляющие разные страны Европы (и не только), причём международное присутствие все расширяется, серия имеет самый интернациональный состав:
- опытные участники гонок кузовных автомобилей и спортпрототипов Бернд Шнайдер (5-кратный чемпион DTM, чемпион ITC), Том Кристенсен (9-кратный победитель «24 часов Ле-Мана»), Маттиас Экстрём (чемпион 2004 и 2007, также участвует в ралликроссе), ранее выступавшие: Клаус Людвиг, Уве Альцен, Кристиан Абт, Мануэль Ройтер (чемпион 1996), Лоран Айелло (чемпион 2002). Немало молодёжи приходило из Кубка Porsche Carrera, гонки которого проходили в качестве поддержки DTM[2].
- молодые гонщики, продолжающие карьеру в кузовных сериях: Гэри Паффетт (чемпион 2005), Джейми Грин, Тимо Шайдер, Мартин Томчик, Бруно Спенглер, Александр Према, Сьюзи Вольфф. Причём, в последнее время все больше из них переходят непосредственно из серий гонок машин с открытыми колёсами (особенно Евросерии Формулы-3, проходившей в качестве гонок поддержки DTM) — автомобили DTM схожи с ними по поведению на трассе[2].
- бывшие пилоты Формулы 1: Мика Хаккинен, Жан Алези, Хайнц-Харальд Френтцен, Ральф Шумахер, Дэвид Култхард, Тимо Глок, Виталий Петров — руководство серии заботится о привлечении к ней внимания, стараясь приглашать опытных и именитых гонщиков.
- пилоты, впоследствии участвовавшие в гонках Формулы-1: Паскаль Верляйн (чемпион 2015), Пол ди Реста (чемпион 2010), Эстебан Окон, Роберто Мери, Антонио Джовинацци — для некоторых молодых пилотов DTM становится «трамплином» для перехода в «Королеву автоспорта»[2].

За всю историю нового DTM в серии принимало участие шесть гонщиц: Сьюзи Вольфф, Ванина Икс, Кэтрин Легг, Рахель Фрей, София Флёрш и Эсми Хоуки.

## Техника

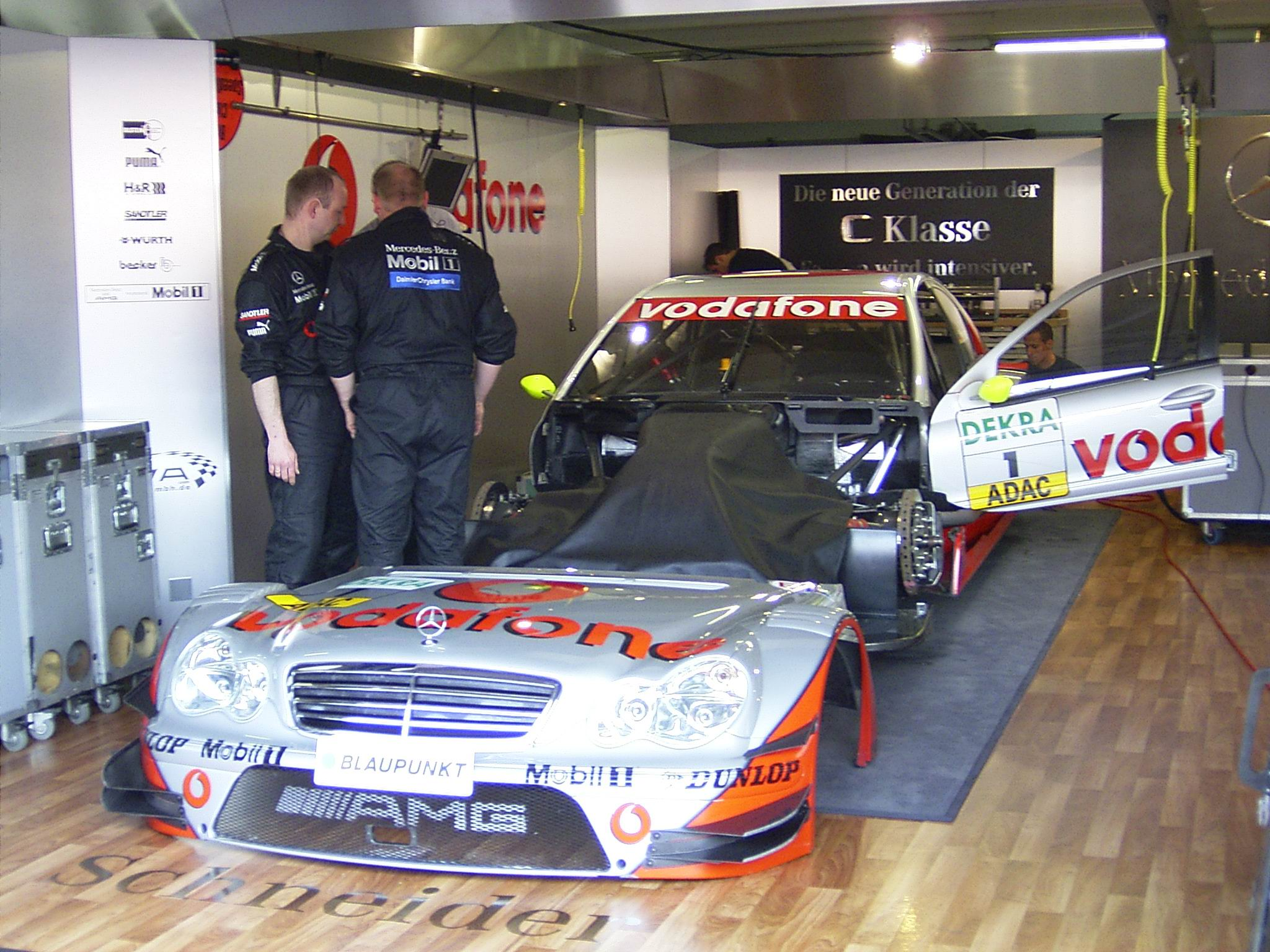
Mercedes C-класса Бернда Шнайдера со снятым передним обтекателем, 2004 год

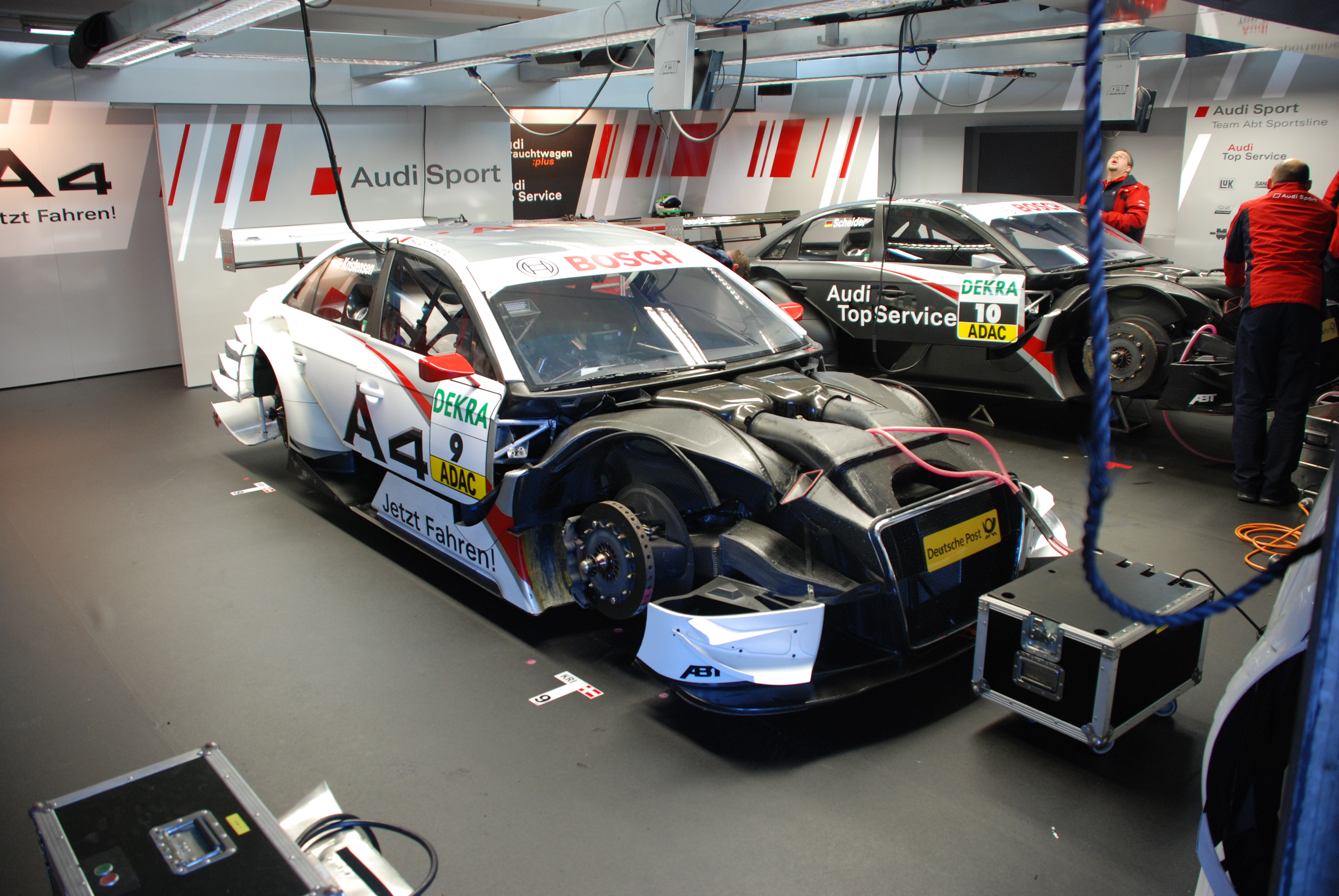
Audi A4 DTM Тома Кристенсена со снятым передним обтекателем, 2008 год

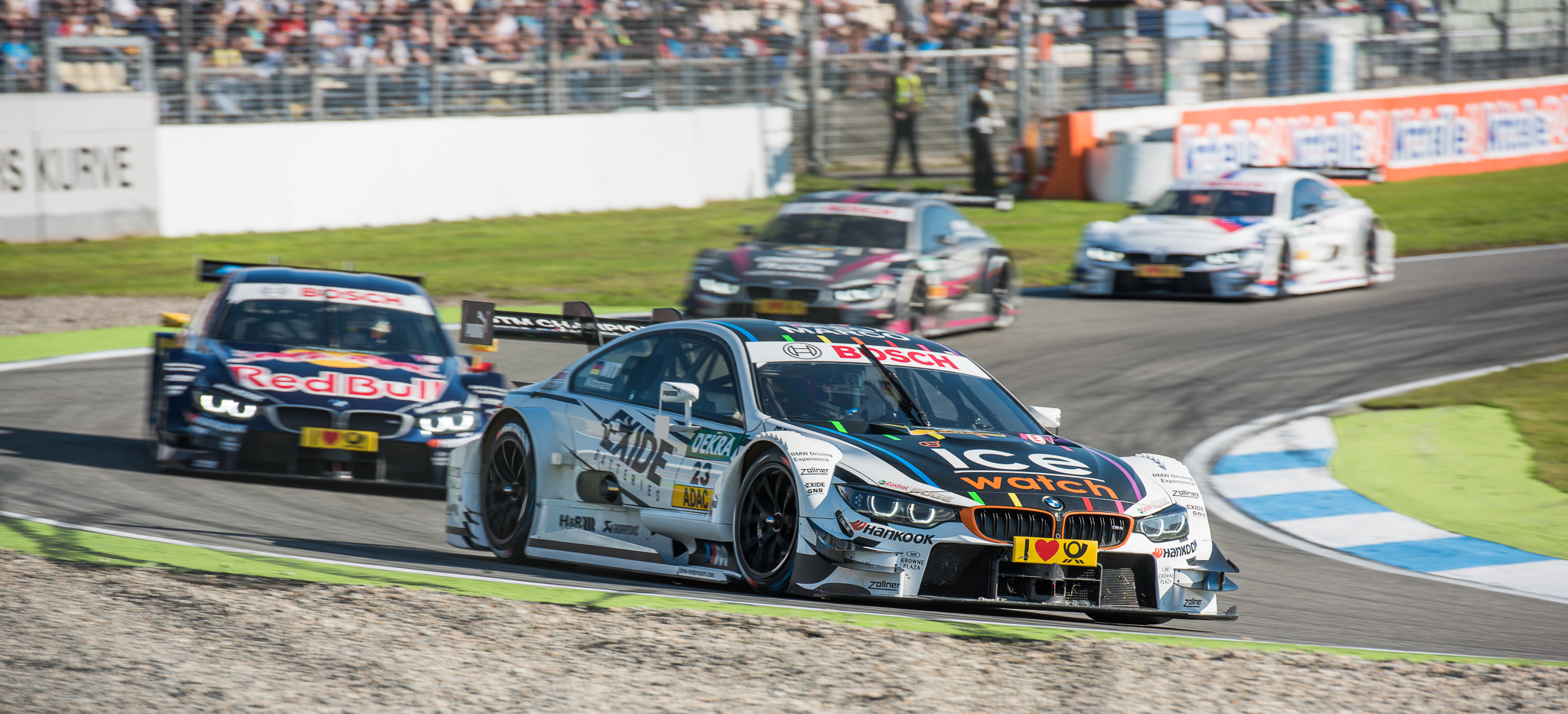
BMW M4 DTM участвует в чемпионате с 2014 года

- Корпус. Машины DTM имеют лишь внешнее сходство с дорожными, и ни одной общей детали, кроме фар. Они построены на основе пространственной рамы с каркасом безопасности. Агрегаты в машине расположены так, чтобы максимально понизить центр тяжести и приблизить развесовку к 50/50 %. Сходство с дорожными машинами придают кузовные панели, которые крепятся на специальные защёлки и легко снимаются в боксах для обслуживания нужных узлов. Вместо стекла используется специальный пластик (Allzweck), не крошащийся на опасные осколки. С 2002 г. введена система HANS. Поведение машин DTM часто сравнивают с поведением машин с открытыми колёсами, это объясняет быструю адаптацию гонщиков из подобных серий. Тем не менее, прототип DTM остаётся всё же кузовным автомобилем, хоть и сильно продвинутым[9].
- Аэродинамика. Автомобили DTM имеют следующие аэродинамические элементы: передний сплиттер, плоское днище с 2 диффузорами (за передней и задней осью), и большое заднее крыло. Крыло с 2012 года имеет только одну плоскость (ранее могло настраиваться с помощью закрылка). Также до 2012 года автомобили имели многочисленные мелкие вспомогательные элементы, крепящиеся вокруг колёсных арок, а также на переднем бампере (при контактах и прыжках на поребриках они могли отваливаться). Внутренняя подкапотная аэродинамика с 2012 года ликвидирована[9].
- Двигатель. Впереди расположен 4-литровый мотор конфигурации V8 (угол развала — 90°), мощностью около 610 л. с. и крутящим моментом около 500 Н·м, на рестрикторы с внутренним диаметром 29 мм[10]. Двигатель DTM должен работать без замены или капитального ремонта весь сезон (около 5000 км пробега), разрешается использовать 3 двигателя на 2 машины. Вес двигателя — 175 кг, расстояние между цилиндрами 102 мм, привод ГРМ — цепной, распределённый впрыск топлива. За 2 недели до старта сезона двигатель опечатывается и разрешается лишь его обслуживание, для чего печати снимаются под присмотром технических делегатов организаторов. Топливо стандартное, с октановым числом 100[9].
- Трансмиссия. Привод задний, коробка передач (секвентальная 6-ступенчатая с переключением подрулевыми лепестками c 2012 года) и трансмиссия стандартные, приобретаются у одного производителя (Hewland или Xtrac) и не могут изменяться. Рулевое управление с усилителем[9].
- Электроника. Управляющая электроника Bosch стандартизирована. Электронные системы помощи водителю запрещены. Телеметрия запрещена.
- Подвеска. Чисто гоночная, независимая, «двойной уишбон» (поперечный рычаг) на всех колёсах с толкаемой стойкой и регулируемыми газонаполненными амортизаторами, подобная машинам с открытыми колёсами.

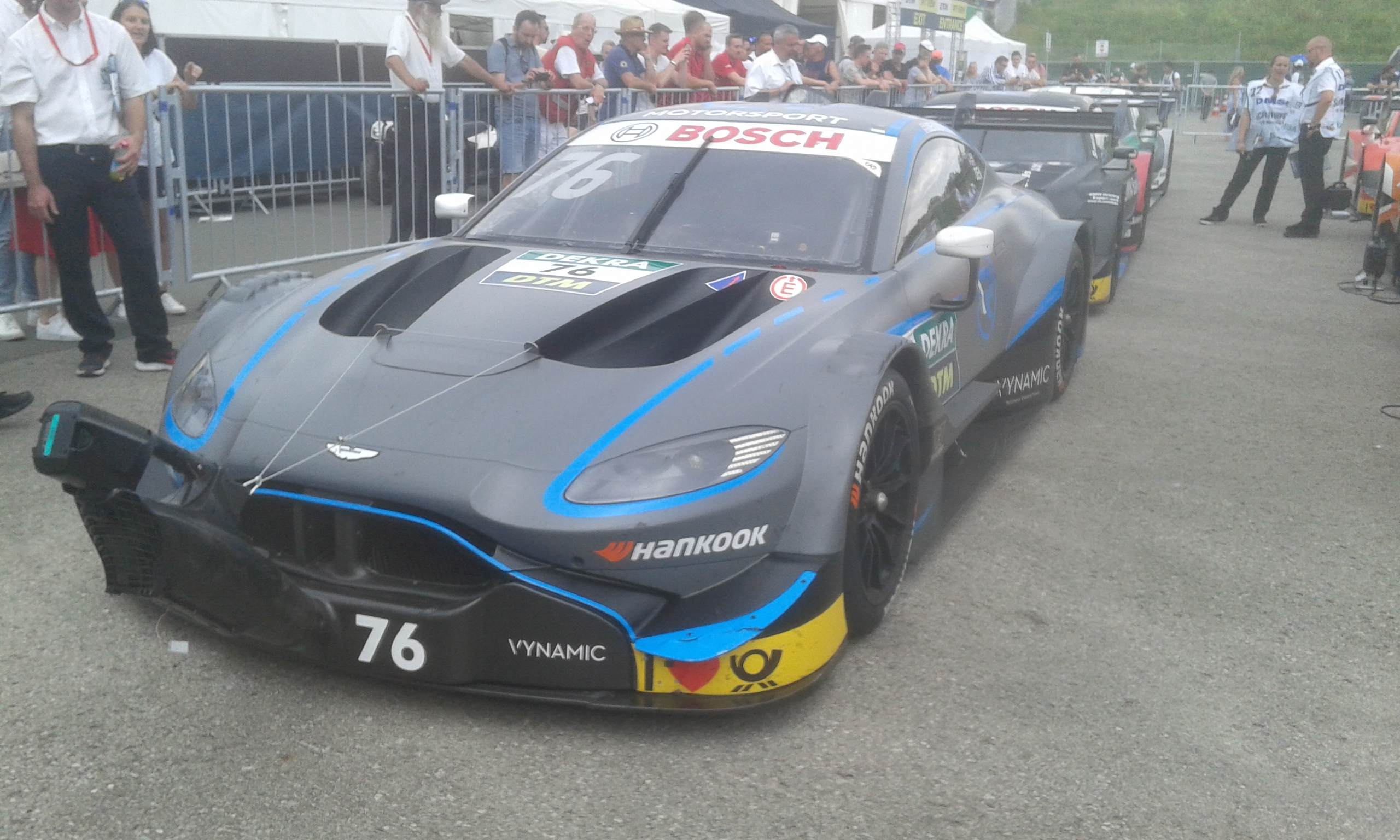
Aston Martin Vantage DTM Джейка Денниса, 2019 год.

- Aston Martin Vantage DTM Джейка Денниса, 2019 год.Тормозные диски — карбоновые, вентилируемые, с легкосплавными колодками, стандартизированные, AP Racing, на сезон (и для передних, и для задних колёс) предлагается 3 комплекта дисков и 9 комплектов колодок. Пилот может настраивать баланс тормозов, а также управлять системой жидкостного охлаждения тормозов, однако ёмкости системы не хватает на всю гонку при высокой нагрузке (как на Норисринге). Шины: передние 300/680-R18, задние 320/710-R18, производства «Hankook», очень выносливые и 2 комплекта могут выдержать всю дистанцию гонки, на этап разрешается использовать 8 комплектов[9].

- Размеры машин: длина 4800 мм, ширина 1850 мм, высота 1200 мм, клиренс — не менее 50 мм. Габариты машин, колёсная база (2795мм/110 дюймов) и колея также жёстко стандартизированы (с 2004 г.), чтобы уравнять шансы участников[9].

Внутри машин установлены пневматические домкраты: во время пит-стопа механик вставляет в специальное отверстие шланг от системы подачи сжатого воздуха, и машина встаёт на опоры. Заправка осуществляется из специальных канистр, вставляемых на пит-стопах в заправочную горловину, выходящую через салон на правую или левую (внутреннюю по отношению к пит-лейну) сторону, самотёком.
Производимый автомобилем DTM уровень шума в 2004 году составил 144—154 дБ — на уровне автомобилей Формулы 1, несмотря на вдвое меньшую мощность двигателя.
Кроме самого DTM, машины DTM (Opel Astra V8), по соглашению с ADAC, выступали в 24 часах Нюрбургринга 2003 года под управлением пилотов ДТМ Мануэля Рейтера, Тимо Шайдера и Марселя Тиманна и выиграли. Тогда как в других сериях, как например Belgian Touring Car Series и Французский Чемпионат по Супертуризму, прямо прописан запрет на их участие. Также, Тойота приобрела старые машины Опель и под новыми кузовами и названием Lexus IF Racing Concept выставила их в японском чемпионате Super GT, в младшей категории GT300. Старые машины выступают в чешском чемпионате International Czech Touring Cars Championship.
На сезоны 2010—2011 годов участники, Мерседес и Ауди, договорились заморозить технический регламент и не выпускать новых машин с тем, чтобы уменьшить расходы и подготовить серию к новому регламенту, который вступил в 2012 году и дал возможность дебютировать новому производителю — БМВ, представители которого участвовали в выработке нового регламента. Заморозка регламента была произведена после гонки в Нюрбургринге в 2009 году, после которой все машины были тщательно сфотографированы, а их спецификации переписаны с целью работы над настройками и ремонта, но не модернизации.
С 2021 года DTM перешёл на новый технический регламент, и вместо уникальных силуэт-прототипов используются машины GT3.

## Трассы
Чемпионат состоит из 9—11 этапов (с 2003 года). С 2015 года в каждый этап входит две гонки — субботняя и воскресная. В разные годы календарь включал в себя ведущие автодромы Германии — Хоккенхаймринг, Нюрбургринг (короткое кольцо), Лаузицринг (кольцо Гран-При, в длинной или короткой конфигурации), Ошерслебен, городская трасса в Норисринге, а также известные автодромы Европы — Каталунья-Монтмело (национальное кольцо), Ле-Ман (кольцо Бугатти), Зандворт, Брэндс-Хэтч (кольцо Инди), Муджелло, трассу имени Рикардо Тормо (Валенсия). Также в 2000 году организаторы пытались провести гонку по овалу Лаузицринга, но из-за сильного дождя затея провалилась, также было решено не повторять опыт с ночной квалификацией на Нюрбургринге в 2003 году. В 2013 году этап чемпионата впервые состоялся в России на автодроме Moscow Raceway, где гонки DTM проводились по сезон 2017 года включительно.

## Регламент
Начиная с 2017 года, в гоночный уик-энд проводятся:
- в пятницу — первый свободный тренировочный заезд.
- в субботу — второй свободный тренировочный заезд, квалификация (20 минут) и гонка с обязательным пит-стопом (55 минут).
- в воскресенье — третий свободный тренировочный заезд, квалификация (20 минут) и гонка с обязательным пит-стопом (55 минут).

### Квалификация
С 2006 года проводится по системе на выбывание, аналогично Формуле-1: после первой части (15 минут) остаются 16 гонщиков, после второй (10 минут) — 8. С учётом неудачного опыта Ф-1 последний отрезок сокращён до 7 минут. В DTM нет правила о заправке машин сразу на квалификацию и гонку. В случае прерывании сессии красными флагами оставшееся время объединяют со временем следующей сессии, в которую проходят участники текущей прерванной сессии. В случае отмены квалификационной сессии результаты даются по полностью завершённой сессии. Расстановка машин осуществляется парами, с расстоянием 8 м.

### Гонка
Первая гонка проходит в субботу, вторая — в воскресенье. Продолжительность обеих гонок высчитывается по схеме «55 минут + 1 круг». Очки в обеих гонках начисляются по системе FIA 25-18-15-12-10-8-6-4-2-1 участникам, занявшим места с 1 по 10. Дополнительные очки по схеме 3-2-1 получают трое быстрейших в соответствующей квалификации пилотов. Во время каждой из гонок пилоты обязаны совершить один обязательный пит-стоп (до 2013 года — два) со сменой всех четырёх колёс.
Способность автомобилей DTM проходить всю дистанцию гонки всего лишь с одним пит-стопом позволяла варьировать время пит-стопов — от самого начала до конца гонки. Это давало возможность совершения неспортивных манёвров, вроде сдерживания аутсайдерами одной команды лидеров другой за счёт оттягивания своих пит-стопов, поэтому в 2008 году опробовано несколько новых схем, в том числе с обязательным окном пит-стопов (вторая и третья четверть гонки или вторая треть гонки) и синими флагами, предупреждающими об идущей сзади машине, совершившей большее число пит-стопов (с 2012 года правило синих флагов отменено).

## История

### 1972—1985: Deutsche Rennsport Meisterschaft
Предшественником DTM был немецкий чемпионат Дойче Реннспорт Мастершафт (нем. Deutsche Rennsport Meisterschaft, перевод: немецкий гоночный чемпионат), проводился с 1972 года. Он был создан для участия модифицированных машин Группы 2 (дорожные седаны и купе) и Группы 4 (автомобили ГТ) немецких производителей, которые соответственно делились на 2 дивизиона (по объёму двигателя — до 2 и до 4 литров, допускались и турбонагнетатели, с коэффициентом 1,4). В 1977 году были допущены автомобили Группы 5 (силуэт-прототипы, схожие внешне с дорожными машинами). С 1982 года FIA изменила прежнюю систему групп, и DRM перешёл на использование спортпрототипов группы С, но их дороговизна и относительная низкая распространённость привела чемпионат к упадку, и он практически слился с другими сериями, проведя последний сезон в 1985 году.

### 1984—1996: Deutsche Tourenwagen-Meisterschaft
- 1984—1992: После смены философии DRM прежние участники низшего дивизиона — модифицированные кузовные машины — остались не у дел и для них был создан новый чемпионат. В новый чемпионат допускались автомобили Группы А. Чемпионат быстро рос, привлекая спонсоров, производителей, именитых гонщиков. Вместе с этим начались и споры относительно довольного свободного регламента Группы А, после чего чемпионат решили покинуть BMW и Audi[2].
- 1993—1996: В 1992 году, чтобы поднять интерес к DTM были выпущены требования к новому Классу 1, в которых допускалась широкая модификация автомобиля (широкое применение углепластиков, специальные двигатель, трансмиссия и подвеска), делавшая его фактически прототипом. Прежние участники были помещены в Класс 2. Новые машины выставили Alfa Romeo, Mercedes-Benz и Opel, соревнования вышли на новый уровень, в том числе благодаря широкому телевизионному освещению.[2]

- 1995—1996: Рост популярности DTM привёл к увеличению числа выставочных гонок, проходивших по всей Европе. В надежде ещё более увеличить популярность руководство серии обратилось за помощью к FIA, которая объединила их в 1995 г. в отдельную серию ITC (International Touringcar Series), включив этапы в Бразилии и Японии, а затем провела весь чемпионат под эгидой новой серии. Одновременно FIA получила и контроль над коммерческими вопросами, что привело чемпионат к гибели — расходы команд все увеличивались, доходы уменьшались, Opel и Alfa Romeo решили игнорировать заокеанские этапы, а после угрозы санкций со стороны FIA и вовсе покинули серию[2].

### 1997—1999: попытки возрождения чемпионата
С 1997 года обсуждалось множество идей по созданию компромиссных правил для нового DTM. В конце 1998 года на Эссенском мотор-шоу Opel представил концепт нового купе DTM на базе Opel Astra, а в гонке 24 часа Нюрбургринга в 1999 году, в рамках празднования 100-летия Opel, Фолькер Штрицек демонстрировал старую Калибру из ITC.
Opel настаивал на контроле расходов, Мерседес поддерживал большую соревновательность в разработках (очевидно, в DTM сейчас используется подход Opel), BMW хотел международной серии, а не сфокусированной только на Германии, Alfa Romeo также отказывалась от участия в немецком чемпионате, Audi настаивала на своей торговой марке quattro 4WD, несмотря на использование заднеприводной R8 в гонках на выносливость.
Было решено, что новая серия должна была учитывать опыт старого DTM и STW, а стоимость участия не должна была превышать таковую для STW. Нужно было также принять решение о степени использования серийных агрегатов в новых машинах. Спор относительно конфигурации двигателя завершился относительно быстро в пользу переднерасположенного атмосферного V8, тогда как выбор типа трансмиссии был более сложным. Большинство производителей выпускало машины с передним приводом и проект с задним приводом их не удовлетворял, однако полный привод значительно увеличивал стоимость машины, и в итоге было решено остановиться на заднем приводе, хотя кого-то такая конфигурация, возможно, отпугнула, но она гарантировала большее равенство участников. Также было решено ограничить список участников двухдверными купе, подобно Mercedes CLK.

### Новый DTM

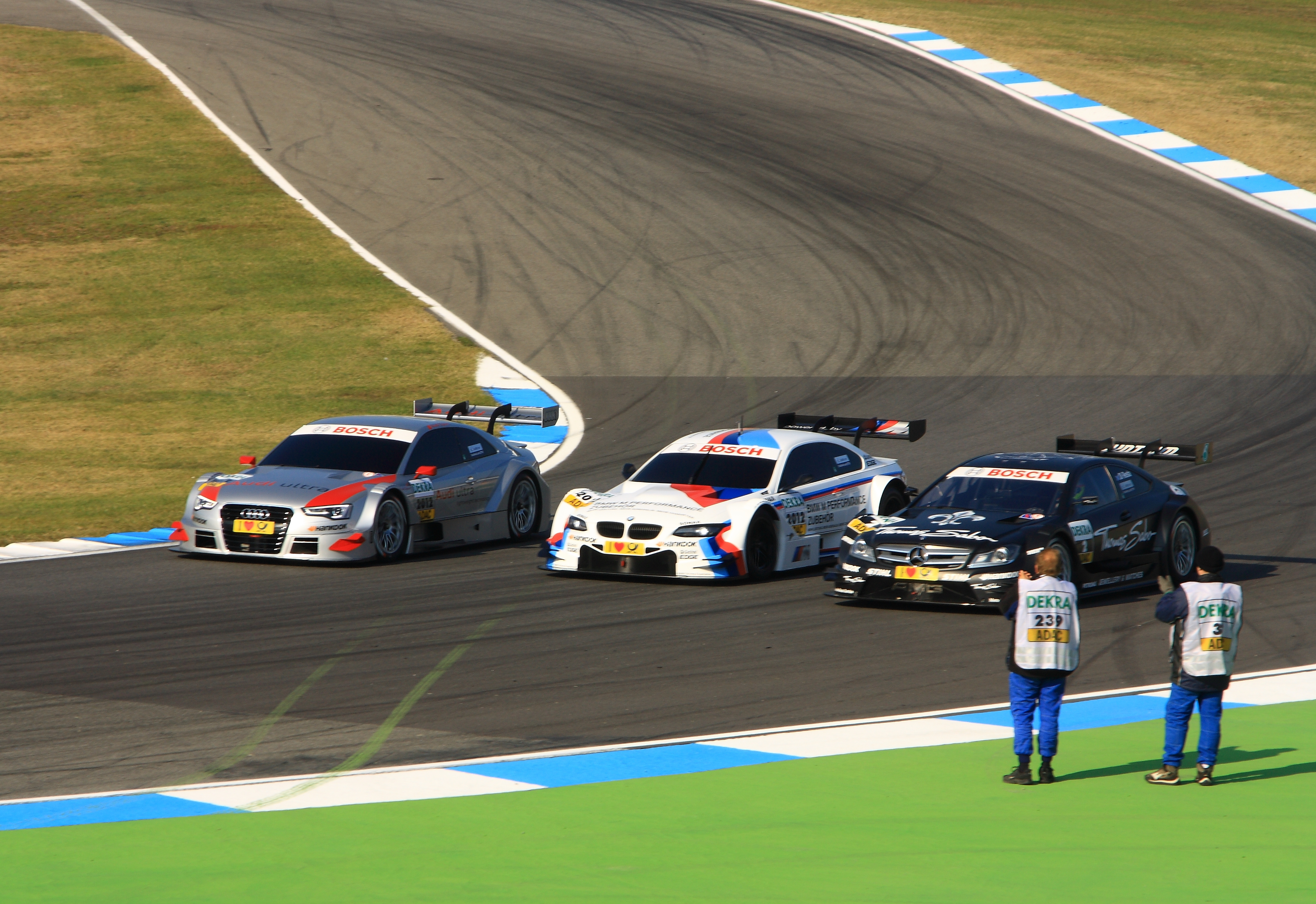
Машины 2012 года — Audi, BMW, Mercedes на презентации в Хоккенхайме

В возрождённом DTM выступали 3 марки (Mercedes, Opel и Audi), но лишь Mercedes и Opel были заводскими, а за титул и практически все победы боролись лишь представители Мерседес. В отличие от старого DTM, в новом выступали силуэты двухдверных машин, а не седанов.
В 2004 году правила поменялись и теперь все участники выступали на силуэтах 4-дверных седанов. Audi пришла заводской командой, и сразу же заявила о себе, выиграв титул. Чемпионат превратился в сражение Audi и Mercedes — Опель ушёл после сезона 2005 года, оставив соперников наедине. Накал борьбы все время повышался и в ход пошли неспортивные приёмы, такие как сдерживание машин соперника.
Высокая стоимость участия и начавшийся снижаться зрительский интерес побудили организаторов к серьёзным переменам. В 2012 году введён новый регламент, предполагающий уменьшение расходов за счёт большей унификации машин. Одновременно с этим в чемпионат пришёл новый производитель — BMW, а сам регламент будет распространён и на другие серии (новая американская серия совместно с Grand Am), что позволит увеличить производство специализированных машин для продажи частным командам.
В 2021 году руководство DTM решили поменять регламент с кузовных машин на машины GT3.

## Чемпионы DTM
| Год  | 1-й                                            | 2-й                                            | 3-й                                            |
| ---- | ---------------------------------------------- | ---------------------------------------------- | ---------------------------------------------- |
| 2024 | Мирко Бортолотти Lamborghini Huracán GT3 Evo 2 | Кельвин ван дер Линде Audi R8 LMS Evo II       | Маро Энгель Mercedes-AMG GT3 Evo               |
| 2023 | Томас Прайнинг Porsche 911 GT3 R (992)         | Мирко Бортолотти Lamborghini Huracán GT3 Evo 2 | Рикардо Феллер Audi R8 LMS Evo II              |
| 2022 | Шелдон ван дер Линде BMW M4 GT3                | Лукас Ауэр Mercedes-AMG GT3 Evo                | Рене Раст Audi R8 LMS Evo II                   |
| 2021 | Максимилиан Гётц Mercedes-AMG GT3 Evo          | Лиам Лоусон Ferrari 488 GT3 Evo                | Кельвин ван дер Линде Audi R8 LMS Evo          |
| 2020 | Рене Раст Audi RS 5 Turbo DTM                  | Нико Мюллер Audi RS 5 Turbo DTM                | Робин Фряйнс Audi RS 5 Turbo DTM               |
| 2019 | Рене Раст Audi RS 5 Turbo DTM                  | Нико Мюллер Audi RS 5 Turbo DTM                | Марко Виттман BMW M4 Turbo DTM                 |
| 2018 | Гэри Паффетт Mercedes-AMG C63 DTM              | Рене Раст Audi RS 5 DTM                        | Пол ди Реста Mercedes-AMG C63 DTM              |
| 2017 | Рене Раст Audi RS 5 DTM                        | Маттиас Экстрём Audi RS 5 DTM                  | Джейми Грин Audi RS 5 DTM                      |
| 2016 | Марко Виттман BMW M4 DTM                       | Эдоардо Мортара Audi RS 5 DTM                  | Джейми Грин Audi RS 5 DTM                      |
| 2015 | Паскаль Верляйн Mercedes-AMG C63 DTM           | Джейми Грин Audi RS 5 DTM                      | Маттиас Экстрём Audi RS 5 DTM                  |
| 2014 | Марко Виттман BMW M4 DTM                       | Маттиас Экстрём Audi RS 5 DTM                  | Майк Роккенфеллер Audi RS 5 DTM                |
| 2013 | Майк Роккенфеллер Audi RS5 DTM                 | Августо Фарфус BMW M3 DTM                      | Бруно Спенглер BMW M3 DTM                      |
| 2012 | Бруно Спенглер BMW M3 DTM                      | Гэри Паффетт Mercedes-AMG C-Coupe DTM          | Джейми Грин Mercedes-AMG C-Coupe DTM           |
| 2011 | Мартин Томчик Audi A4 DTM                      | Маттиас Экстрём Audi A4 DTM                    | Бруно Спенглер Mercedes-Benz AMG C-Class DTM   |
| 2010 | Пол ди Реста Mercedes-Benz AMG C-Class DTM     | Гэри Паффетт Mercedes-Benz AMG C-Class DTM     | Бруно Спенглер Mercedes-Benz AMG C-Class DTM   |
| 2009 | Тимо Шайдер Audi A4 DTM                        | Гэри Паффетт Mercedes-Benz AMG C-Class DTM     | Пол ди Реста Mercedes-Benz AMG C-Class DTM     |
| 2008 | Тимо Шайдер Audi A4 DTM                        | Пол ди Реста Mercedes-Benz AMG C-Class DTM     | Маттиас Экстрём Audi A4 DTM                    |
| 2007 | Маттиас Экстрём Audi A4 DTM                    | Бруно Спенглер Mercedes-Benz AMG C-Class DTM   | Мартин Томчик Audi A4 DTM                      |
| 2006 | Бернд Шнайдер Mercedes-Benz AMG C-Class DTM    | Бруно Спенглер Mercedes-Benz AMG C-Class DTM   | Том Кристенсен Audi A4 DTM                     |
| 2005 | Гэри Паффетт Mercedes-Benz AMG C-Class DTM     | Маттиас Экстрём Audi А4 DTM                    | Том Кристенсен Audi А4 DTM                     |
| 2004 | Маттиас Экстрём Audi A4 DTM                    | Гэри Паффетт Mercedes-Benz AMG C-Class DTM     | Кристиан Альберс Mercedes-Benz AMG C-Class DTM |
| 2003 | Бернд Шнайдер Mercedes-Benz CLK DTM            | Кристиан Альберс Mercedes-Benz CLK DTM         | Марсель Фасслер Mercedes-Benz CLK DTM          |
| 2002 | Лоран Айелло Abt-Audi TT-R DTM                 | Бернд Шнайдер Mercedes-Benz CLK DTM            | Маттиас Экстрём Abt-Audi TT-R DTM              |
| 2001 | Бернд Шнайдер Mercedes-Benz CLK DTM            | Уве Альцен Mercedes-Benz CLK DTM               | Петер Дамбрек Mercedes-Benz CLK DTM            |
| 2000 | Бернд Шнайдер Mercedes-Benz CLK DTM            | Мануэль Рейтер Opel Astra DTM                  | Клаус Людвиг Mercedes-Benz CLK DTM             |

## Ключевые фигуры
- Тото Вольфф — исполнительный директор автоспортивного подразделения Мерседес
- Ханс Вернер Ауфрехт — глава основной команды Мерседес HWA, председатель ITR, проводящей серию
- Вольфганг Ульрих — глава автоспортивного подразделения Ауди
- Ханс-Юргенс Абт — глава основной команды Ауди Abt-Audi
- Фолькер Штрицек — глава автоспортивного отделения Опель
- Герман Томчик — вице-президент ФИА, вице-президент DMSB (немецкого автоспортивного союза)

## Автосимулятор DTM
В 2013 году вышел автосимулятор DTM Experience. В этом симуляторе игрокам даётся возможность протестировать автомобили Mercedes C-Coupe DTM, BMW M3 DTM и Audi RS 5 DTM. Версии DTM Experience бывают 2013, 2014, 2015 и 2016 годов.